# Patrizia Caselli
Patrizia Caselli (Udine, 13 maggio 1960) è un'attrice, conduttrice televisiva, showgirl ed ex cantante italiana.

## Carriera
Inizia a lavorare negli anni settanta nel mondo della pubblicità e del cinema con Nanni Loy. In seguito lavora assiduamente nelle tv private, tra cui Antennatre e Telealtomilanese, in qualità di show girl e conduttrice, spesso al fianco di Walter Chiari, con il quale ebbe una lunga relazione terminata nel 1987.
Nei primi anni ottanta incide anche alcuni 45 giri come cantante e lavora anche in teatro, nello spettacolo Hai mai provato con l'acqua calda?, con Chiari e Ivana Monti e con Domenico Modugno nella riedizione della commedia Mi è caduta una ragazza nel piatto.
Debutta in Rai nel 1987 nel varietà estivo di Rai 2 Bella d'estate ancora al fianco di Walter Chiari, successivamente è nel cast di Chi tiriamo in ballo?, in onda sulla stessa rete, presentato tra gli altri da Gigi Sabani e l'anno successivo conduce in solitaria Master 88
Nella stagione televisiva 1989/1990 conduce con Luciano Rispoli il programma di Rai 2 La rete, mentre dal 1991 è la prima conduttrice, al fianco di Piero Vigorelli, del contenitore pomeridiano di cronaca Detto tra noi, programma di Rai 2, del quale condurrà tre edizioni fino al 1994, anno in cui diventerà La vita in diretta.
Nel 1993 conduce nella fascia del mezzogiorno il gioco del Se fosse..., già portato al successo da Raffaella Carrà nel programma domenicale Ricomincio da due.
Patrizia Caselli riappare nel giugno 2024 con un'intervista al Corriere della Sera in cui annuncia di avere "un tumore al terzo stadio. Mi fa paura".

## Vita privata
Dopo il 1994 ha abbandonato il mondo della televisione, rompendo il contratto con la Rai per seguire Bettino Craxi ad Hammamet, al quale è stata legata sentimentalmente per nove anni, dal 1991 fino alla morte di lui il 19 gennaio 2000. Nei difficili giorni di quest'ultimo in seguito allo scandalo di Mani pulite ha dichiarato di essergli rimasta sempre accanto.
In precedenza, come già citato, ha avuto una relazione tra il 1979 e il 1987 con l'attore Walter Chiari. Successivamente alla scomparsa di Bettino Craxi, è stata sposata con Alberto Bossi, un medico. Avevano adottato un figlio, Francois.

## Filmografia
- La fabbrica del vapore, regia di Ettore Pasculli (2000)
- Dentro la città, regia di Andrea Costantini (2004)

## Televisione
- Mezzogiorno di gioco (Antennatre, 1986)
- Bella d'estate (Rai 2, 1987)
- Chi tiriamo in ballo? (Rai 2, 1987)
- Master 88 (Rai 2, 1988)
- La rete (Rai 2, 1989-1990)
- Detto tra noi - La cronaca in diretta (Rai 2, 1991-1992, 1993-1994)
- Se fosse... (Rai 2, 1993)

## Discografia
- 1980 – Johnny Guitar/Sei l'amore più bello che c'è (Eleven – JB 0013, City Record – JB 0013, promo Jukebox in coppia con Giovanni Spinelli sul lato B, 7")
- 1980 – Un amore anonimo/Ciao come stai (Eleven – EL 99, 7")
- 1981 – Walkman/Sognando la Giamaica (Eleven – EL 101, 7")
- 1984 – Sognando la Giamaica/Libera (Ducal – LPD 1023, 12")